# Quàng (họ)
Họ Quàng là một họ của người Việt Nam. Họ Quàng thường có trong các cộng đồng dân tộc thiểu số Thái - Tày, Khơ Mú.

## Những người họ Quàng có danh tiếng
| Họ tên           | Sinh thời | Dân tộc | Hoạt động |
| ---------------- | --------- | ------- | --- |
| Quàng Văn Huyên  | 1929-2020 | Thái    | Đại tá Quân đội Nhân dân VN, nguyên Chính ủy Bộ CHQS tỉnh Sơn La/Quân khu 2. Quê phường Chiềng An TP Sơn La, tỉnh Sơn La |
| Quàng Văn Hương  | 1969-...  | Thái    | Đại biểu Quốc hội Việt Nam khóa XIV (2016-2021). Quê xã Chiềng Cọ thành phố Sơn La tỉnh Sơn La.                          |
| Quàng Thị Vân    | 1985-...  | Khơ Mú  | Đại biểu Quốc hội Việt Nam khóa XIV (2016-2021). Trung tâm y tế thành phố Điện Biên Phủ, tỉnh Điện Biên                  |
| Quàng Thị Nguyệt | 1997      | Khơ Mú  | Đại Biểu Quốc Hội Khoá XV                                                                                                |
| Quàng Thế Tài    | 1996      |         | Cầu thủ bóng đá |